# Ołeniwka (rejon czornomorski)
Ołeniwka (ukr. Оленівка, ros. Оленевка, Oleniewka) – wieś na Ukrainie, w Autonomicznej Republice Krymu (de iure stanowiącej integralną część państwa ukraińskiego, w 2014 anektowanej przez Rosję i odtąd funkcjonującej jako Republika Krymu), w rejonie czornomorskim. W 2001 liczyła 1526 mieszkańców, wśród których 298 wskazało jako ojczysty język ukraiński, 1211 rosyjski, 7 krymskotatarski, 9 ormiański, a 1 inny. Według spisu ludności przeprowadzonego przez okupacyjne władze rosyjskie populacja wsi w 2014 wynosiła 1441 osób.